# سوخته قلعه
سوخته‌قلعه (به لاتین: Sukhtakala) یک منطقه مسکونی در جمهوری آذربایجان است که در شهرستان قوبا واقع شده است.